# St. Markus (Minkelfeld)

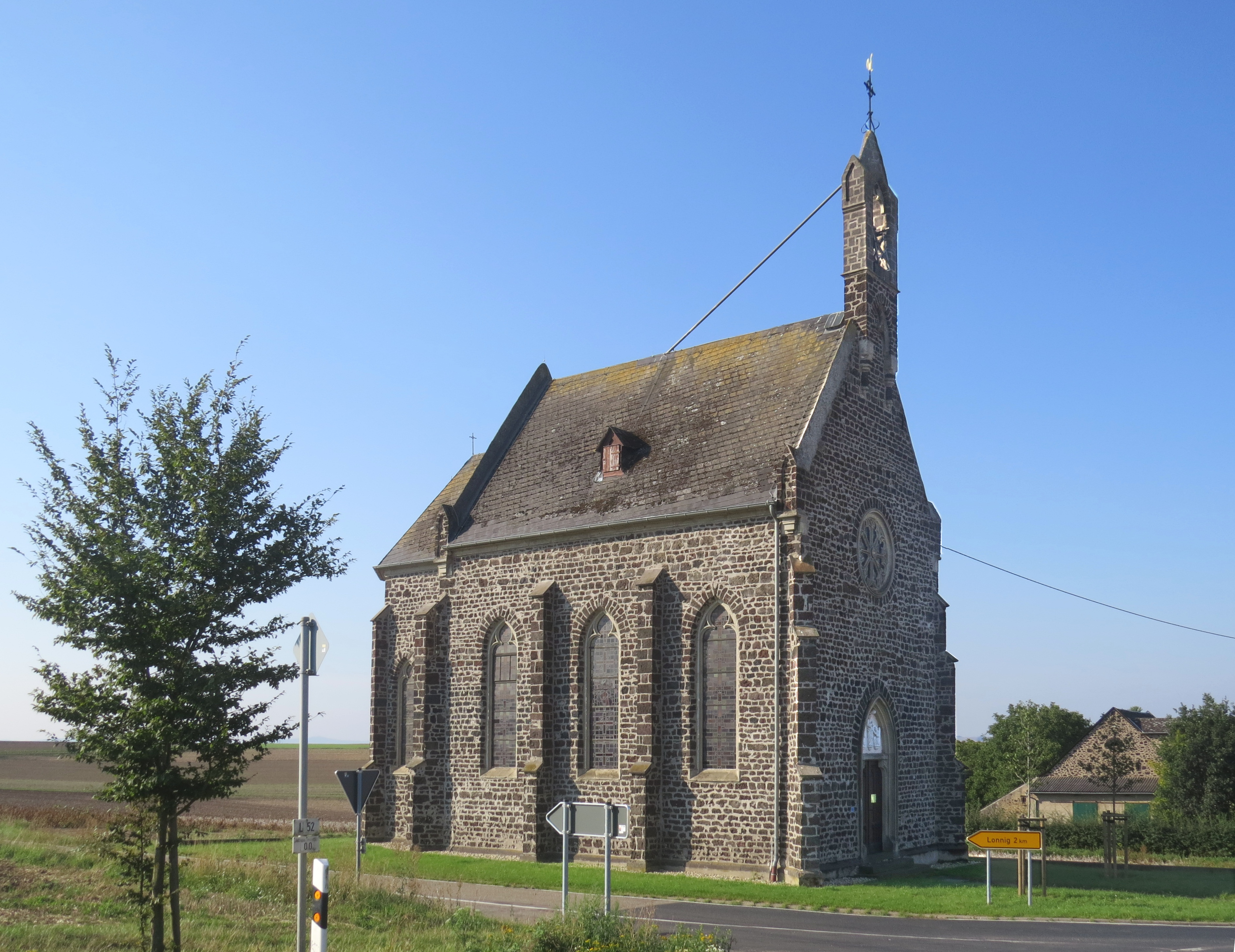
St. Markus in Minkelfeld

Die römisch-katholische Kirche Sankt Markus in Minkelfeld, im Nachrichtlichen Verzeichnis der Kulturdenkmäler für den Landkreis Mayen-Koblenz als „Kath. Kapelle St. Marcus“ bezeichnet, liegt in der Ortsgemeinde Kerben im Landkreis Mayen-Koblenz in Rheinland-Pfalz. Sie gehört zur Pfarreiengemeinschaft Ochtendung-Kobern, die im Dekanat Maifeld-Untermosel liegt und dem Bistum Trier zugeordnet ist.

## Baugeschichte
Erzbischof Egbert von Trier schenkte 981 dem Stift St. Paulin in Trier ein Gut bzw. ein Dorf mit dem Namen Kerve (das heutige Kerben bei Polch). Im Bezirk dieser Vogtei und in der Gemarkung Kerben lag der Hof Minkelfeld. Er wurde 1147 durch Papst Eugen III. als zum Lonniger Stift gehörend („predium in Michelve cum capella“, übersetzt: „Landgut in Minkelfeld mit Kapelle“) bestätigt. Eine Urkundenabschrift (MRUB I, Nr. 546 – MRR I, Nr. 2067) wirft einige Fragen zum genauen Jahr der Erstbenennung der Kirche auf, die in der Literatur häufig mit dem Jahr 1148 angegeben wird. Die Transkription und Übersetzung lösen die Frage und weisen als korrekte Jahreszahl 1147 aus.

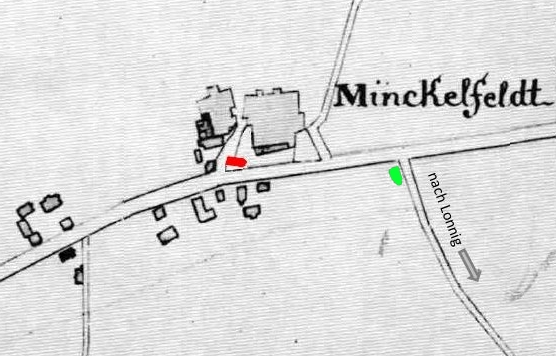
Ortslage Minkelfeld um 1874 mit dem Grundstück der alten Kapelle (rot) und neuem Kirchengebäude (grün)

Das seit 1147 bestehende Gotteshaus in Minkelfeld war ursprünglich nicht am heutigen Standort errichtet. Es stand auf der gegenüberliegenden Straßenseite etwa 50 bis 60 Meter in westlicher Richtung. Im dazugehörigen Flurbuch ist das entsprechende damalige Flurstück 244 mit dem Hinweis ‚petite chapelle‘ gekennzeichnet. Diese Kapelle wurde 1823 gründlich erneuert und stand bereits damals unter dem Patrozinium des Evangelisten Markus. Sein Patronatsfest fällt auf den 25. April eines jeden Jahres. Über die architektonische Ausgestaltung des ehemaligen Gotteshauses sind keine Angaben überliefert. Laut fortgeschriebenem Katasterplan stand die alte Kapelle auf dem mittlerweile in Nr. 216 umbenannten Flurstück noch bis mindestens 1874.
Die heutige denkmalgeschützte Saalkirche aus Krotzenmauerwerk wurde in den Jahren 1854/56 nach Plänen des Koblenzer Architekten Hermann Nebel in neugotischem Stil gebaut, nachdem das alte Gebäude baufällig geworden war. Die Kirche gleicht der Kapelle St. Silvester in Brenk wie eine Zwillingsschwester, da sie vom gleichen Architekten stammt.
Das Grundstück für die neue Kirche stellte der Überlieferung nach 1855 die Minkelfelder Familie Agnes und Alwin Müller zur Verfügung.
In den Jahren 1976/77 wurde die Kirche innen und außen renoviert. Jahrzehnte sparten die Bewohner monatlich einen freiwilligen Betrag für die zu erwartenden Kosten der Renovierung der Kirche. 1956 finanzierten die Bürger von Minkelfeld eine Elektroheizung. Die Minkelfelder sind bis in die 1980er-Jahre diesem Grundsatz des Ansparens zugunsten ihres Gotteshauses treu geblieben. Viele Instandhaltungsarbeiten konnten dadurch unmittelbar erbracht werden.

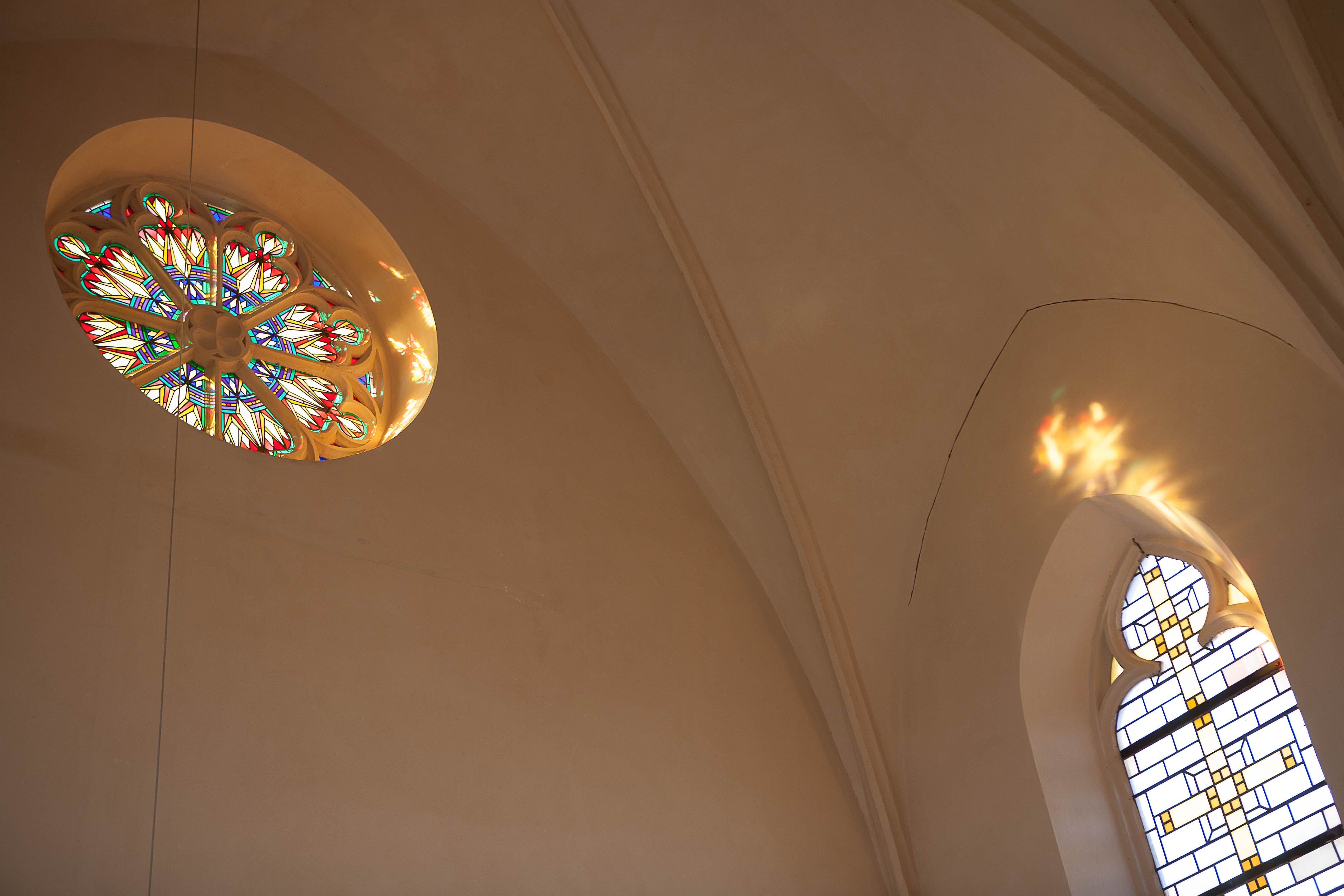
Restaurierte Maßwerkrosette 2 mit Lichtspiel im Inneren

Der Giebelreiter der Kirche wurde 1994 erneuert und aus Krotzenmauerwerk (hier: Quader aus schaumiger Basaltlava) hergestellt; er trägt die Kirchenglocke. Nach der Erneuerung des Glockenträger-Türmchens wurde der zu einer unbekannten Zeit aufgetragene Kunststoffputz von der gesamten Gebäudehülle abgeschlagen. Zum Vorschein kam die alte Fassade der Kirche mit den regionaltypischen Lavasteinen. Bearbeitet mit einem Sandstrahlgerät, bekam das Gebäude immer mehr seinen ehemaligen Charakter wieder. Ursprünglich sollte das Mauerwerk nach den Plänen des Lonniger Pfarrverwaltungsrates wieder verputzt werden, was aber auf den heftigen Widerstand der Minkelfelder Bürger stieß. Erst ein bei der Kreisverwaltung Mayen-Koblenz beantragter Baustopp des Kerbener Bürgermeisters Helmut Eberz stoppte die Arbeiten und das Bistum Trier wurde eingeschaltet, da es 75 % der Kosten trug. Im Juni des Jahres 1995 gab der Pfarrverwaltungsrat nach und das Mauerwerk wurde nach den Wünschen der Bürger gestaltet.
Das Fugennetz musste nach der Entfernung des Putzes erneuert werden.
2016 wurde in einem Fachgutachten festgestellt, dass das Dach der Kirche auf die Außenmauern drückt und diese durch entsprechende Zimmermannsarbeiten entlastet werden müssen. Durch Risse im Putz und Gewölbe lösten sich Farbteile und Putzstücke an der Decke. Mit Blick auf die Statik musste der gesamte Dachstuhl ertüchtigt werden. Die Mittelpfette wurde verstärkt und die Risse im Gewölbesegel verpresst. Außerdem wurde ein neuer Anstrich erforderlich, der nach den Vorgaben des Bistumskonservators im Originalfarbton der Erbauungszeit gewählt wurde. Er führt im Zusammenspiel mit dem Lichteinfall der Morgen- und Abendsonne durch die Buntglasfenster zu einem interessanten Farbspiel. Die Renovierungsarbeiten erfolgten unter der Leitung von Architekt Michael Arnold aus Koblenz. Die Wiedereröffnung fand nach vierjähriger Schließung und 10-monatiger Bauzeit am 17. Mai 2019 im Rahmen einer Markusprozession von Lonnig nach Minkelfeld mit anschließendem Gottesdienst statt. Dabei wurde auch das Engagement der freiwilligen Helfer gewürdigt. Das 150.000 € teure Bauvorhaben wurde mit 43.000 € an Spenden unterstützt. Das Bistum Trier gab 62.500 €, den Rest trug die Pfarrgemeinde Lonnig, zu der die Filialkirche Minkelfeld gehört.

## Ausstattung

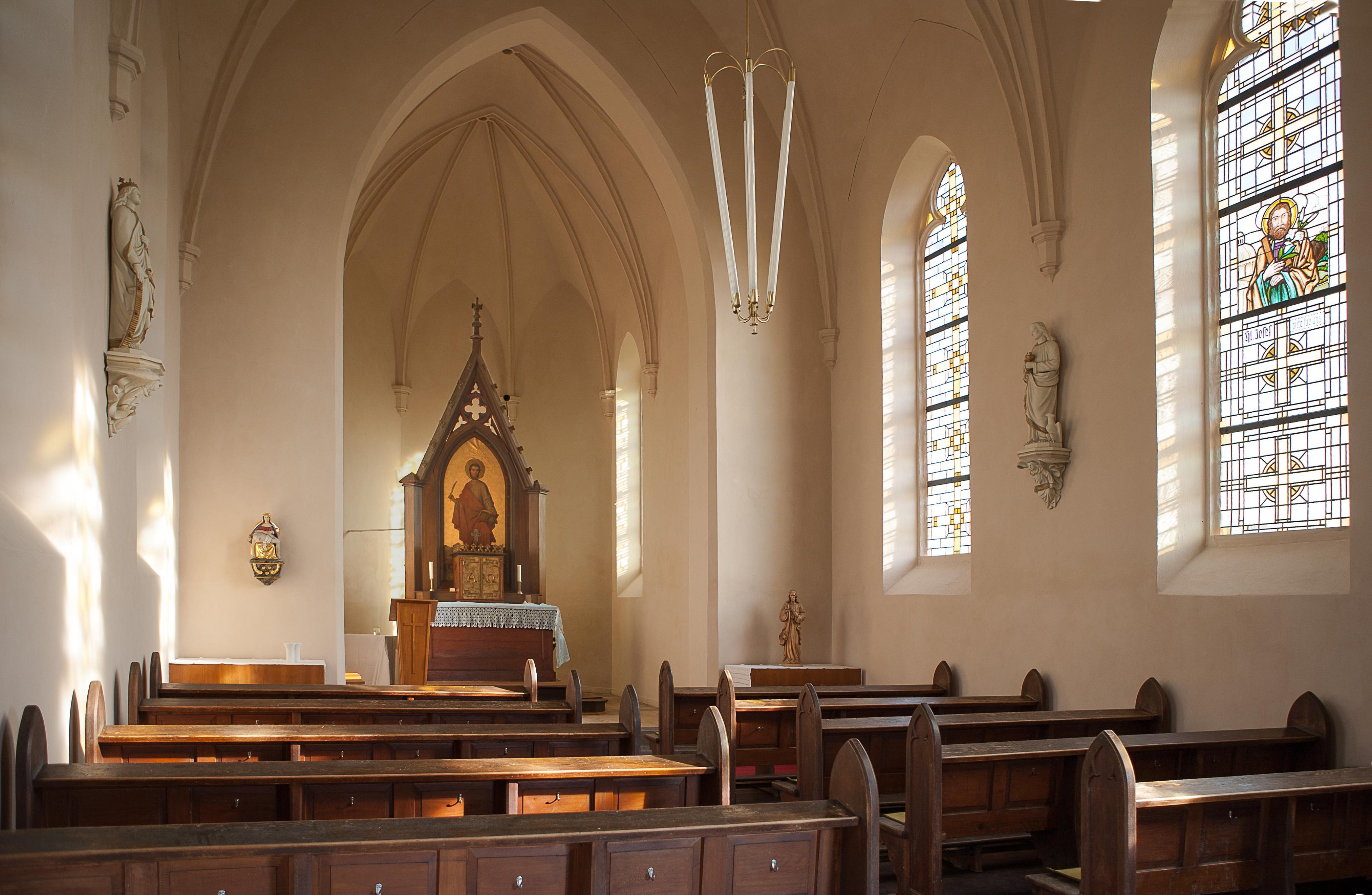
Kirchenschiff und Chor nach Renovierung 2019

Im Jahr 1959 erhielt die Kirche eine neue Glocke, die Alois Müller als Dank für seine glückliche Heimkehr aus dem Krieg stiftete.
Die verschiedenen Kirchenfenster wurden von örtlichen Spendern finanziert, deren Namen und das Spendenjahr im Fensterglas jeweils ausgewiesen sind.
Danach wurden die Kirchenfenster 1942 gestiftet. Der Überlieferung nach waren die Einfassungen der alten Fenster marode und die Bleieinfassungen von schlechter Qualität.
Die Minkelfelder Kirche verfügt des Weiteren über eine aus Holz geschnitzte Pietà.
Im Handbuch des Bistums Trier ist die Kirche mit der Kennung mSS (mit Sacro Sanktum) gekennzeichnet, das auf das Recht hinweist, ein Tabernakel zu besitzen. Weiterhin wird im Handbuch 2015 auf das vorhandene Harmonium hingewiesen. Das Harmonium wurde nach den Renovierungsarbeiten 2018/2019 wegen irreparablem Defekt entfernt; es wird anlässlich von Messen durch ein transportables Keyboard ersetzt.

## Innenausstattung
Die kleine einschiffige Kirche ist im Inneren mit schlichtem weißen Putz versehen. Drei spitzbogige, schmale, schlichte Maßwerkfenster gliedern den Bau, der von einer unterteilten Apsis abgeschlossen wird. Sie selbst wird von zwei kleineren Maßwerkfenstern zu beiden Seiten erhellt. Die Decke über dem Kirchenschiff ist als Kreuzgratgewölbe ausgeführt und bleibt damit dem Stil der Neugotik treu.

### Skulpturale Ausschmückung

#### Heilige Katharina von Alexandrien

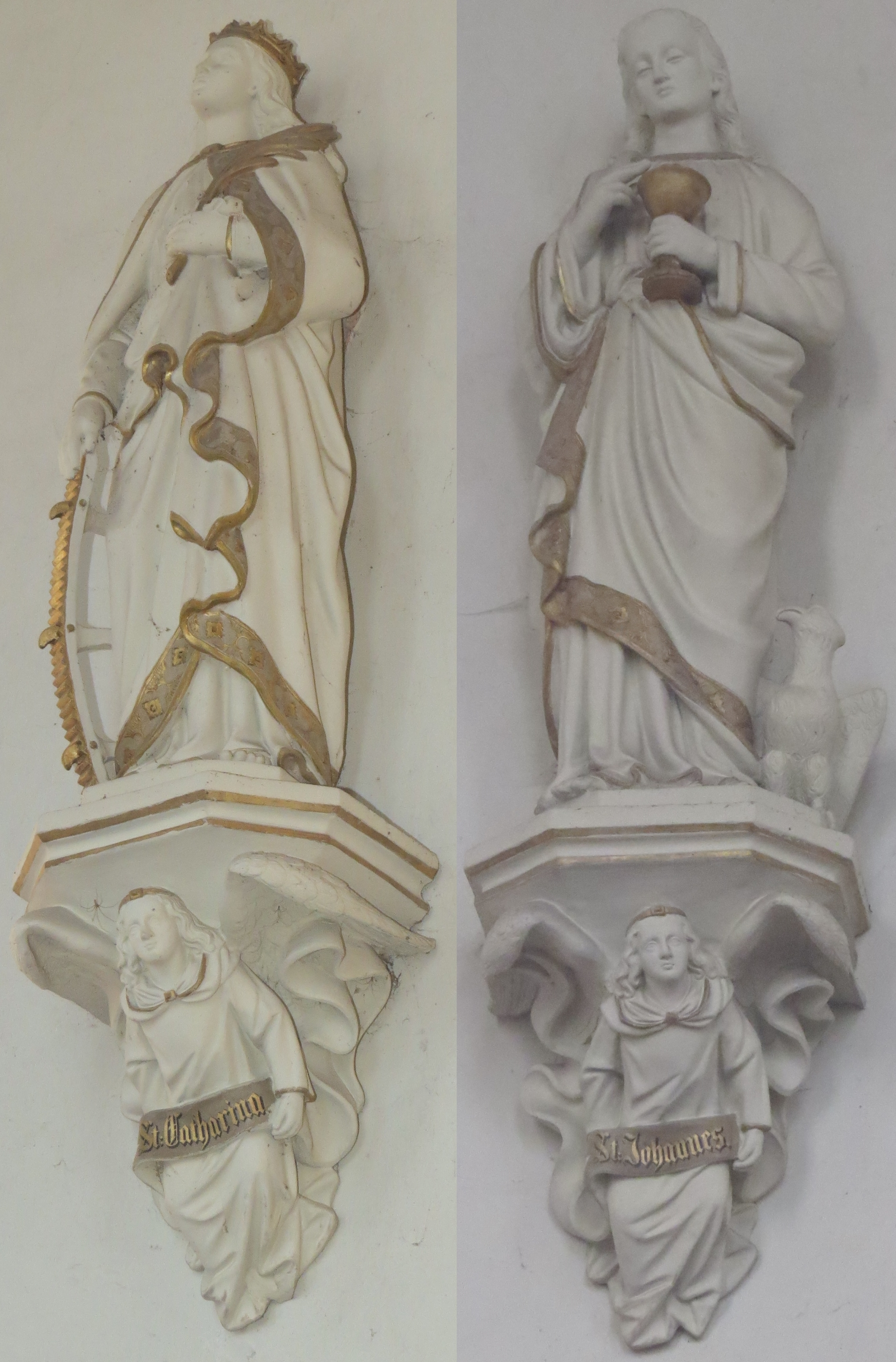
Katharina von Alexandrien (links), Johannes Evangelista (rechts)

An der linken Längswand der Kirche, in der Mitte zwischen den spitzbogigen Fenstern, steht auf einer von einem Engel getragenen Konsole die Skulptur der hl. Katharina von Alexandrien. Der Engel trägt ein Spruchband mit dem Namen der Heiligen. Die aus Gips gefertigte Figur ist nicht farbig, lediglich weiß getüncht. Nur einige wenige Details, wie zum Beispiel das Spruchband und der Saum ihres Kleides, sind golden gefasst. Auch ihr typisches Attribut, der Teil eines Wagenrades, das auf ihr Martyrium hindeutet, ist golden. Mit ihrer linken Hand umfasst die Heilige das Gewand an ihrer Brust, die rechte Hand stützt sie auf den Teil des Wagenrades zu ihrer Seite. Den Blick verklärt nach oben gerichtet, schmückt ihr Haupt eine goldene Krone.
Legenden über die Märtyrerin reichen ins 10. Jh. zurück. Berichtet wird, dass der gebildeten Königstochter aus Zypern das Jesuskind im Traum erschienen war und ihr einen Verlobungsring ansteckte. Es gelang ihr daraufhin, fünfzig heidnische Gelehrte zum Christentum zu bekehren. Kaiser Maxentius (306–312) ließ sie dafür geißeln und ein Rad mit spitzen Eisen aufstellen, um Katharina zu peinigen. Nachdem ein Blitz das Rad zerstört und den Henker getötet hatte, wurde Katharina enthauptet. Dargestellt wird die Heilige oftmals als fürstlich gekleidete Frau mit den Attributen Krone, Buch, Märtyrerpalme und mit dem Rad, das oftmals zerbrochen dargestellt ist. Manchmal befindet sich unter ihren Füßen ein kleiner Mann mit Krone – Kaiser Maxentius darstellend. Katharina zählt zu den vierzehn Nothelfern.

#### Johannes Evangelista
Korrespondierend zur heiligen Katharina steht auf der gegenüberliegenden Wandseite zwischen den beiden Fenstern eine Gipsskulptur des heiligen Johannes Evangelista, ebenfalls auf einer von einem Engel getragenen Konsole. Diese weißgetünchte Statue weist nur am Saum des Gewandes und am Spruchband eine goldene Fassung auf. Johannes, der Apostel und sogenannte Lieblingsjünger Jesu ist jungenhaft und mit sanft geneigtem Blick dargestellt. In seiner linken Hand hält er einen goldenen Kelch. Zu seinen Füßen sitzt auf der linken Seite sein typisches Attribut, der Adler. Weitere Attribute, mit denen er oft dargestellt wird, sind ein Buch und eine Schlange, die sich aus dem Kelch emporwindet. Johannes, der Evangelist, war Sohn des Zebedäus (Mk 1,19 ff.) und der Maria Salome (Mk 16,1 u. Mt 27,56), einer der Frauen, die am Ostermorgen zu Jesu Grab gingen.

#### Die heilige Maria

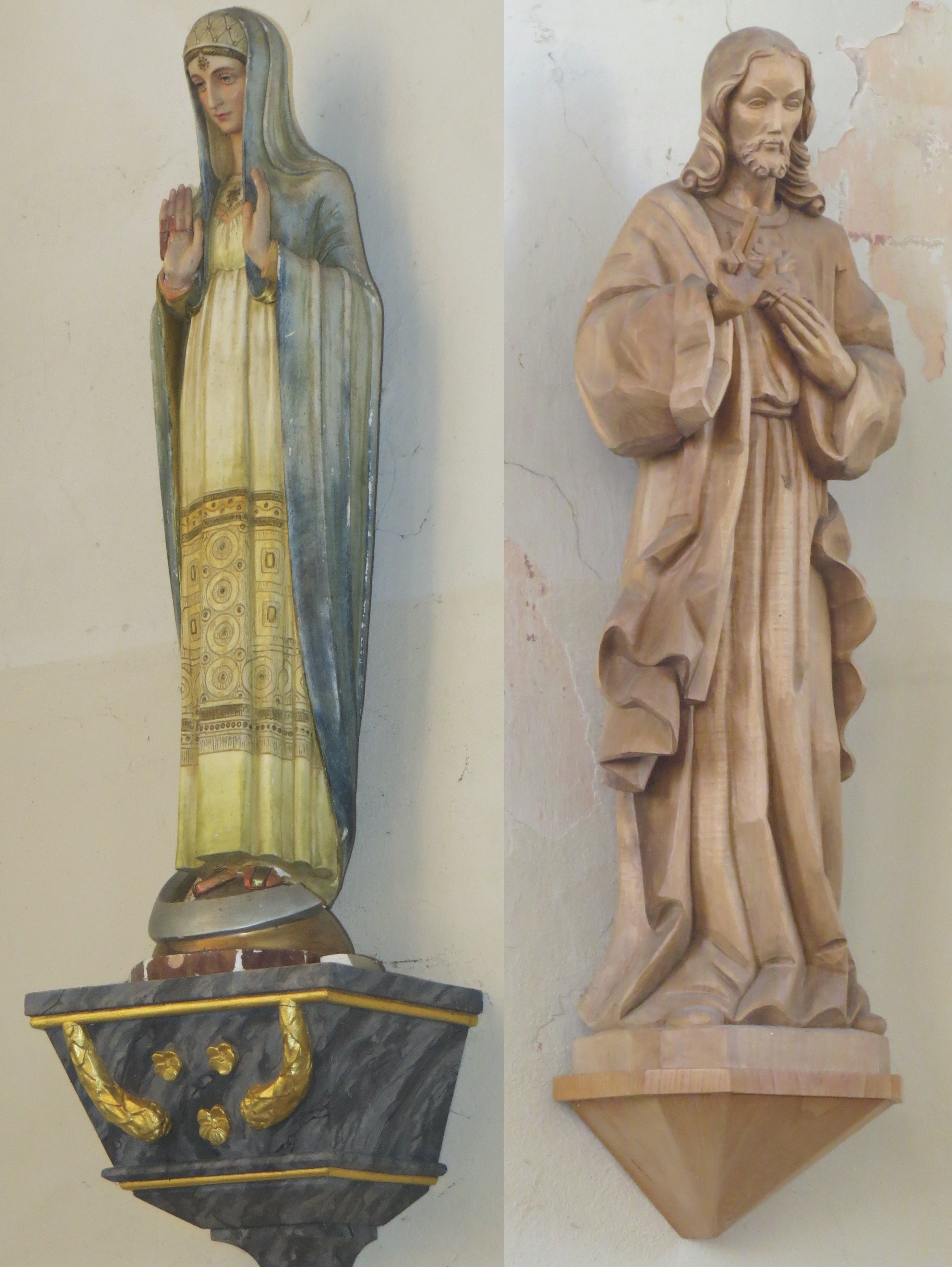
Heilige Maria (links), Herz-Jesu (rechts)

Auf der Seite links neben der Apsis befindet sich auf einem Sockel, diesmal jedoch ohne tragenden Engel, eine bunt gefasste Skulptur, die heilige Jungfrau Maria. Unter einem leichten Obergewand trägt Maria ein hellgelbes, mit Ornamenten versehenes Untergewand. Beide Hände hat sie sanft zum Segnungsgestus erhoben. Zu ihren Füßen ist eine sichelartige Figuration zu erkennen. Möglicherweise handelt es sich bei dieser Darstellung um eine starke Abwandlung der Mondsichelmadonna. Blick und Mimik lassen jedoch zumindest einen byzantisierenden Typus erkennen.
Auf dem Sockel der heiligen Maria stand der Überlieferung nach bis in die 1950er Jahre die unten beschriebene Pietà, die um diese Zeit gestohlen wurde.
Der danach viele Jahre verwaiste Sockel wurde durch die heilige Maria geschmückt. Sie ist ein Geschenk der Minkelfelder Familie Franz Esch.

#### Herz-Jesu-Statue
Auf der rechten Seite der Apsis ist auf einer erhöhten Wandkonsole eine Herz-Jesu-Statue zu sehen. Es ist die einzige der Wandskulpturen, die aus Holz gearbeitet und ohne Bemalung ist. Mit wachem Blick und aufwendig gestalteten, fein gelegten Locken hält Christus mit der linken Hand sein Herz mitten auf seine Brust. Die rechte Hand hält er zum Segensgestus.
Schon in spätmittelalterlichen Holzschnitten wurde das von der Dornenkrone oder einer Glorie umrahmte blutende Herz Jesu (manchmal von Nägeln durchbohrt) als Andachtsbild dargestellt. Das Herz Jesu, als Symbol göttlicher Liebe, findet man im Zuge der Herz-Jesu-Verehrung ursprünglich bei den Kartäusern, in nachmittelalterlicher Zeit vor allem bei den Jesuiten, auf Paramenten, Devotionalien usw. In späterer Zeit wurde Jesus ganz- oder halbfigurig, mit dem Herzen auf der Brust, wiedergegeben. Dieses Motiv ist vor allem in Skulpturen sowie auf den Heiligenbildchen des 18./19. Jh. zu finden, die in Gebetbücher eingelegt wurden.

### Pietà

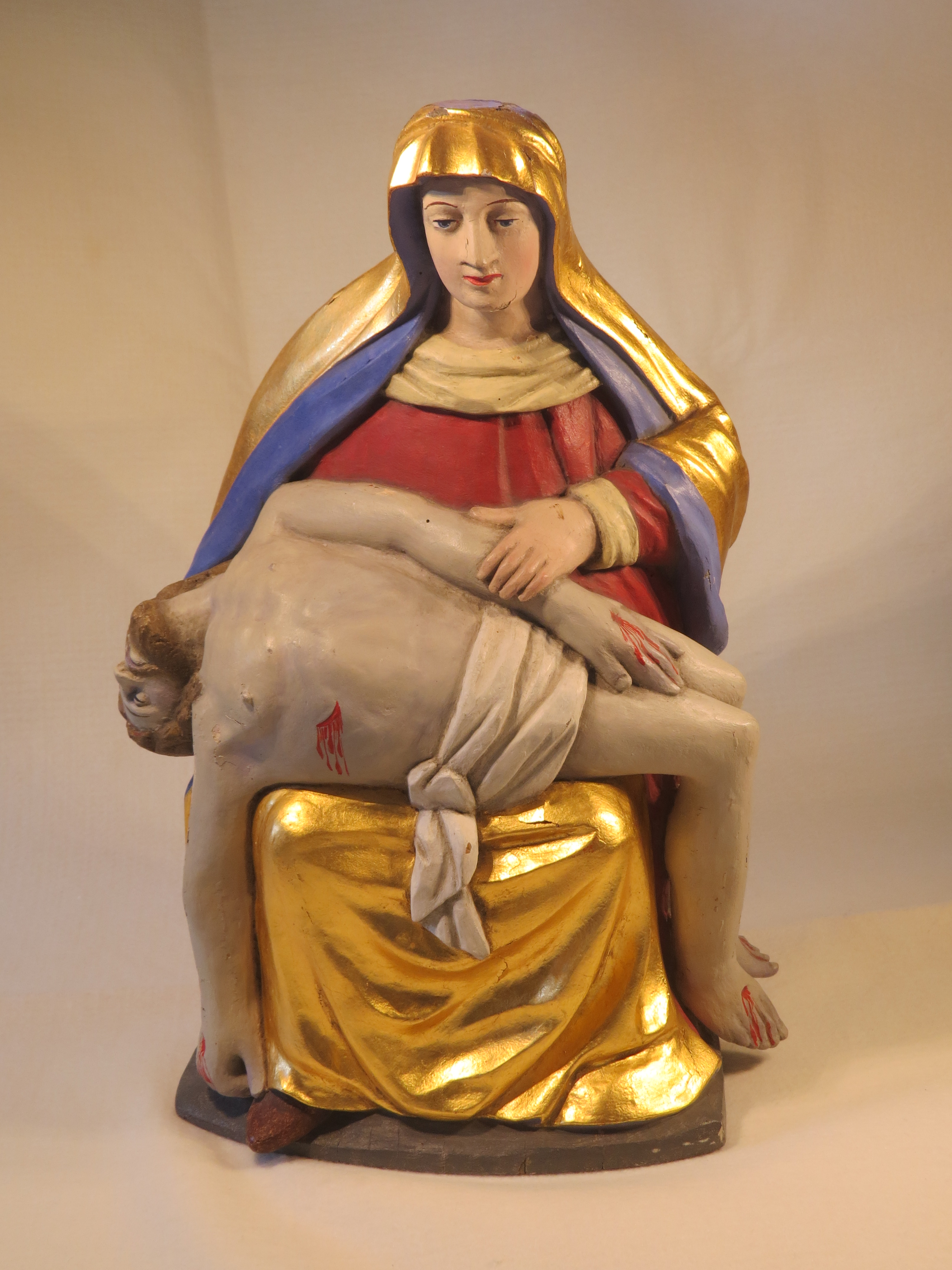
Hölzerne Pietà

Die Pietà wurde bei einem Einbruch in den 1950er-Jahren gestohlen und tauchte unvermittelt um 1965 wieder auf. Danach wurde sie aus Sicherheitsgründen in private Aufbewahrung gegeben. Sie wird nur noch anlässlich der wenigen Messen in der Kirche aufgestellt.
Die kleinfigurige Pietà zeigt Maria in ihrer typischen Farbgebung mit rotem Untergewand und blauem, nach außen vergoldetem Obergewand. Auf ihrem Schoß erstreckt sich der Leichnam ihres Sohnes. Gestik und Mimik sind wenig ausgearbeitet, ebenso die Anatomie der beiden Figuren.

### Altarbild

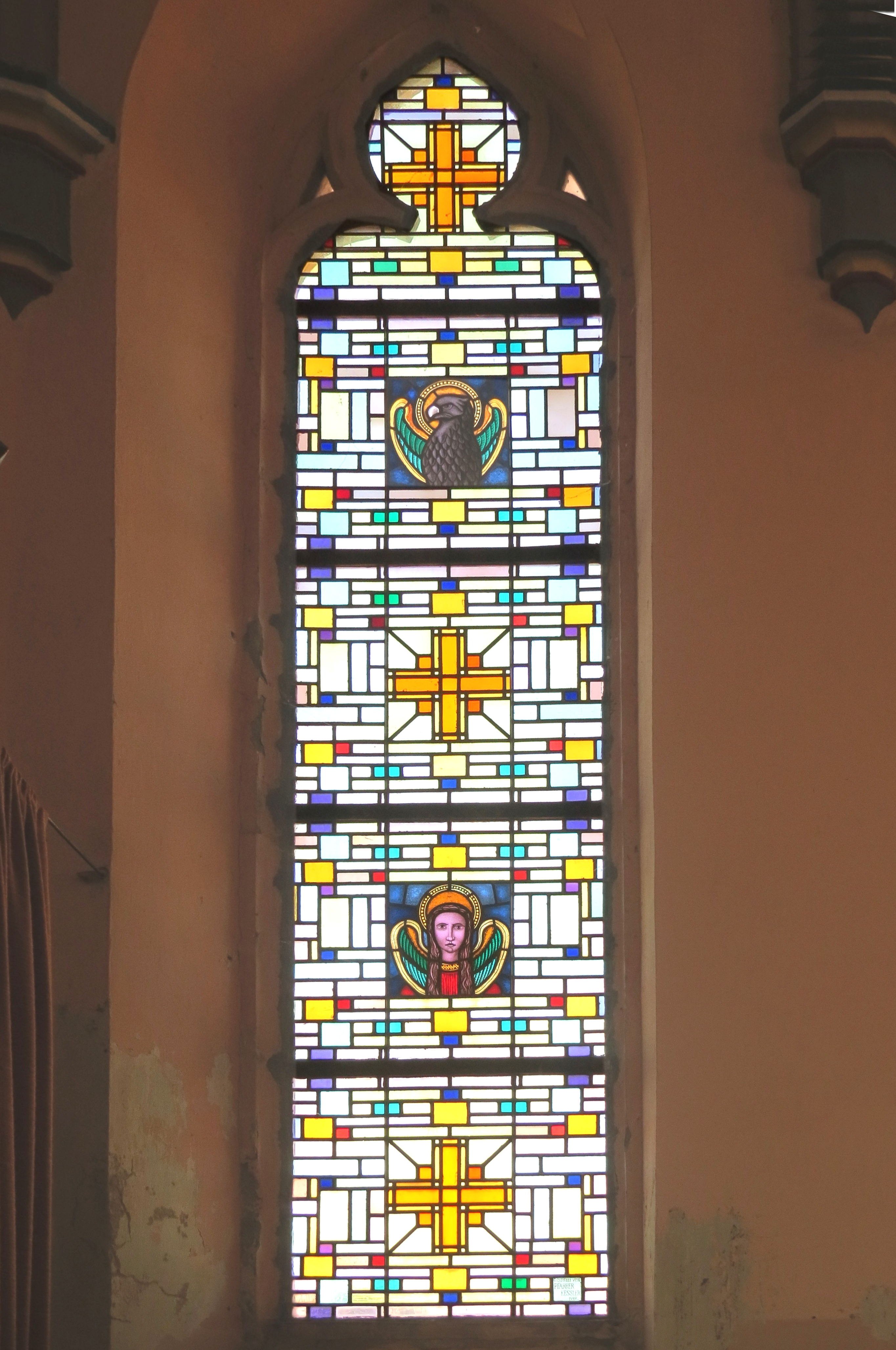
Fenster mit den Symbolen der Evangelisten Johannes und Matthäus

Hinter dem Altar ist ein zweiter Sockel zu finden, auf dem der Tabernakel angebracht ist. Dahinter befindet sich, umrandet von einem mit Fialen verzierten gotischen Wimperg, ein Altarbild. Es zeigt einen Mann mit Heiligenschein, rotem Gewand, Schriftfeder und Buch auf goldenem Grund. Naheliegend ist es, hier den Evangelisten Markus zu vermuten, den Patron der Kirche.

### Fenster
Neben der heiligen Elisabeth und dem heiligen Josef (in zwei der Fenster) sind die vier Evangelistensymbole dargestellt. In einem Fenster sind der Adler für Johannes und der geflügelte Mensch für Matthäus zu sehen, im gegenüberliegenden der Löwe für Markus und der Stier für Lukas.

### Datierung
Wegen fehlender Inschriften und Datierungen sowie der fehlenden Nennung in den schriftlichen Quellen fällt die zeitliche Zuordnung der Skulpturen und Fenster nicht leicht. Überlieferungen zufolge stammt die Pietà bereits aus dem Vorgängerbau der Kirche und wäre somit vor 1850 zu datieren. Gesicherte Quellen liegen jedoch hierfür bisher nicht vor. Für alle Skulpturen kann jedoch aus stilistischer Sicht das späte 19. Jahrhundert angenommen werden, sodass eine Eingrenzung demnach wohl zwischen den 1860er-Jahren bis 1950er-Jahren anzunehmen ist.